# Weiler, Cochem-Zell
Weiler är en kommun och ort i Landkreis Cochem-Zell i förbundslandet Rheinland-Pfalz i Tyskland.
Kommunen ingår i kommunalförbundet Verbandsgemeinde Ulmen tillsammans med ytterligare 15 kommuner.